# Арне Трегольт
Арне Трегольт (13 грудня 1942 — 12 лютого 2023) норвезець, проживав у Росії, засуджений злочинець та таємний агент КДБ, який був засуджений за державну зраду та шпигунство на користь Радянського Союзу проти Норвегії під час Холодної війни та засуджений до 20 років ув'язнення.

## Біографія
До свого арешту в 1984 році працював журналістом, молодшим політиком Норвезької робочої партії та чиновником середнього рівня міністерства закордонних справ Норвегії, таємно працюючи на КДБ. Він надав Радянському Союзу інформацію про норвезькі плани оборони північної Норвегії на випадок радянського вторгнення, матеріальні недоліки норвезьких збройних сил, плани мобілізації, і, місце знаходження військового обладнання союзників НАТО в Норвегії, а також протокол зустрічі прем'єр-міністра та міністра закордонних справ. Трегольт володів секретним банківським рахунком у Швейцарії.
Трегольта заарештували в 1984 році, а наступного року засудили до 20 років ув'язнення, дев'ять з яких він відбув у в'язниці суворого режиму. У 1992 році його було звільнено достроково через стан здоров'я. Після звільнення з в'язниці Трегольт переїхав до Росії, де заснував компанію разом з колишнім генералом КДБ. Він завжди стверджував, що ніколи не надавав своїм контактам жодної інформації, яка могла б загрожувати безпеці його країни. У 2010 році його справа набула нового повороту, коли Гейр Селвік Мальте-Соренссен, який пізніше виявився шахраєм і сам був засуджений до в'язниці, заявив, що Арне Трегольт став жертвою змови. Справу почали переглядати у 2010 році. Він подав заяву про перегляд своєї справи, але через рік комісія, яка її розглядала, відхилила її. Після російського вторгнення в Україну в 2022 році Трегольт і російський пропагандист Глен Дізен написали статтю, в якій стверджували, що Росія має «законні інтереси та потреби безпеки», і стверджували, що Росія була несправедливо демонізована. Редактор із закордонних справ Aftenposten К'єлл Драгнес писав, що Трегольт і Дізен сприяли російській пропаганді.

## Робота
Трегольт був членом Норвезької робітничої партії, а також працював журналістом там журналістом. Він був політичним секретарем міністра торгівлі Йенса Евенсена, перш ніж він став заступником міністра закордонних справ в бюро морських справ (1976—1978). З 1979 по 1982 рік він працював у норвезькій делегації ООН у Нью-Йорку як радник посольства. У 1982—1983 роках навчався в Норвезькому коледжі об'єднаного штабу. З 1983 року він також був начальником відділу преси Міністерства закордонних справ Норвегії.

## Особисте життя
У 1987 році він одружився з Рене Мішель Стіл (1968—1992). Трегольт описав свій досвід у в'язниці в трьох книгах: «Алена» (1985), «Авделінг К» (1991) і «Гресонер» (2004). Він був сином міністра сільського господарства та лейбористського політика Торстейна Трегольта, який обіймав два терміни на посаді, та Ольги Лінгстад. У березні 2006 року ЗМІ повідомили, що Трегольт був госпіталізований до лікарні на Кіпрі та перебуває у стабільному, але критичному стані в комі, ймовірно, через зараження крові. Трегольт помер у Москві 12 лютого 2023 року у віці 80 років.